# Christopher Wiehl
Christopher Richard „Chris“ Wiehl (* 29. Oktober 1970 in Yakima, Washington) ist ein US-amerikanischer Schauspieler.

## Leben
Wiehl schloss mit einem Bachelor of Arts sein Studium an der University of Washington ab. Im Jahr 1995 debütierte er als Schauspieler in einer Folge der Fernsehserie JAG – Im Auftrag der Ehre. Nach einigen Gastrollen in weiteren Fernsehserien hatte er 1998 eine größere Rolle in der Komödie My Engagement Party, die mit einem Preis des New York International Independent Film & Video Festivals als Beste Romantische Komödie ausgezeichnet wurde. In dem Horrorfilm Cold Hearts von 1999 spielte er eine größere Rolle und war außerdem Mitproduzent des Films.
In der Komödie The Groomsmen – Die Chaotenhochzeit übernahm Wiehl 2001 an der Seite von Lisa Brenner eine der männlichen Hauptrollen. In der Actionkomödie Hollywood Cops mit Harrison Ford und Josh Hartnett war er 2003 in einer Nebenrolle zu sehen. Von 2006 bis 2007 spielte er in der Fernsehserie Jericho – Der Anschlag die Rolle des Roger Hammond.

## Filmografie (Auswahl)
- 1998: My Engagement Party
- 1998: Cool Girl (Girl)
- 1998: Ich kann’s kaum erwarten! (Can't Hardly Wait)
- 1999: Cold Hearts
- 2001: The Groomsmen – Die Chaotenhochzeit (The Groomsmen)
- 2001–2003: CSI: Den Tätern auf der Spur (CSI: Crime Scene Investigation, Fernsehserie)
- 2002: First Monday (Fernsehserie)
- 2003: Dry Cycle
- 2003: Monk – Monk und das Baseballfieber
- 2003: Hollywood Cops (Hollywood Homicide)
- 2003–2006: Playmakers (Fernsehserie)
- 2006: Community Service
- 2006: Love Monkey (Fernsehserie)
- 2006–2007: Jericho – Der Anschlag (Jericho, Fernsehserie)
- 2016: Navy CIS (Fernsehserie)
- 2017: The Devil’s Dolls